# Veauville-lès-Baons
Veauville-lès-Baons est une ancienne commune française, située dans le département de la Seine-Maritime en région Normandie.
Elle a fusionné avec Autretot pour former, le 1er janvier 2019, la commune nouvelle des Hauts-de-Caux dont elle est désormais le siège et une commune déléguée. 

## Géographie

### Localisation

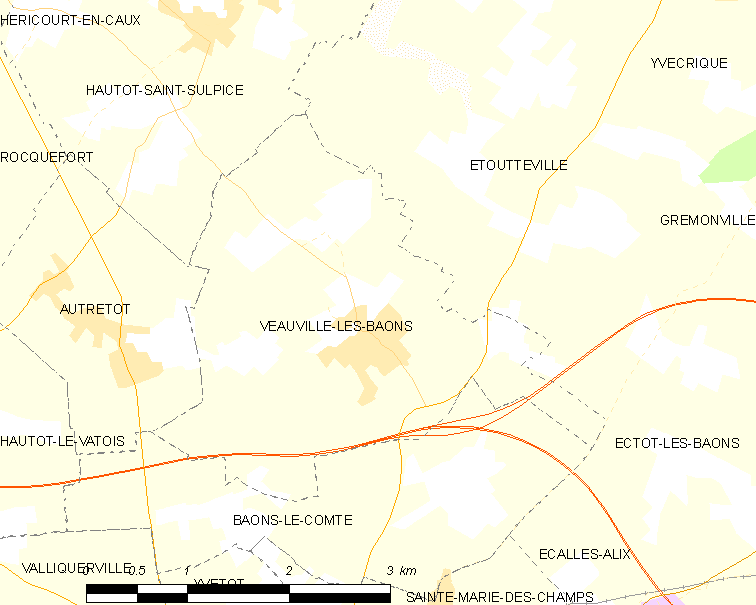
Carte de la commune déléguée.
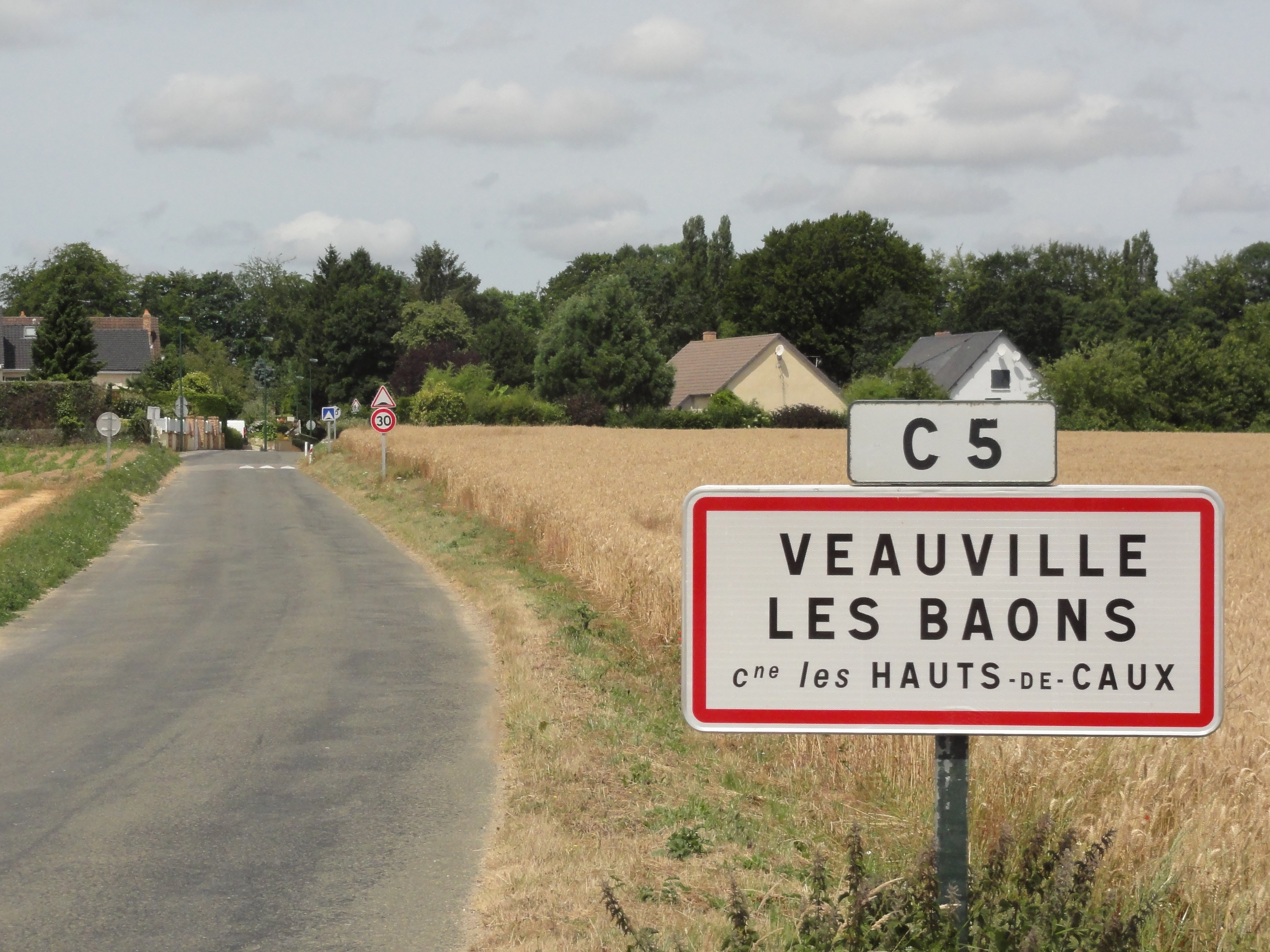
Entrée de Veauville-lès-Baons.
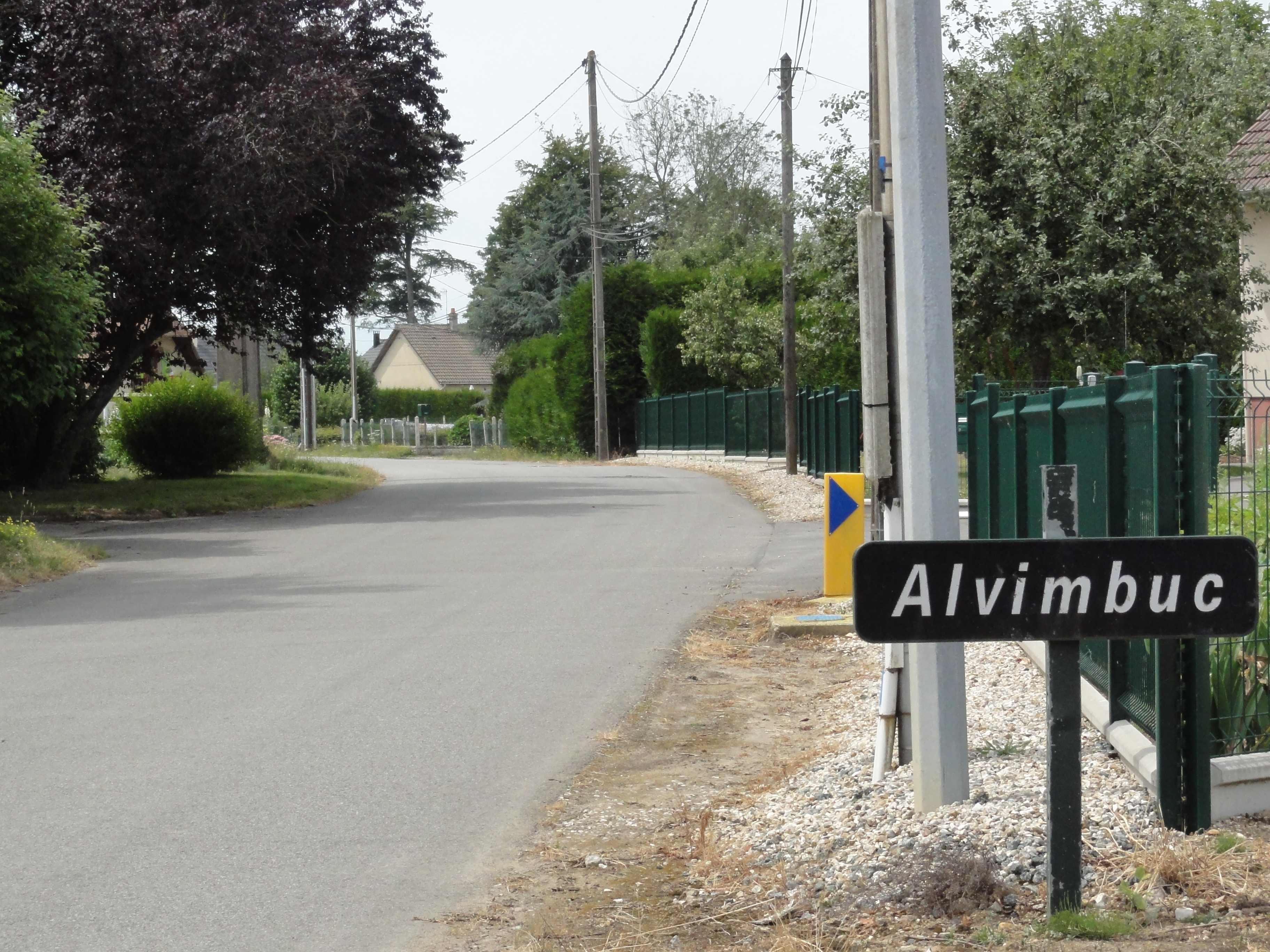
Entrée d'Alvinbuc.
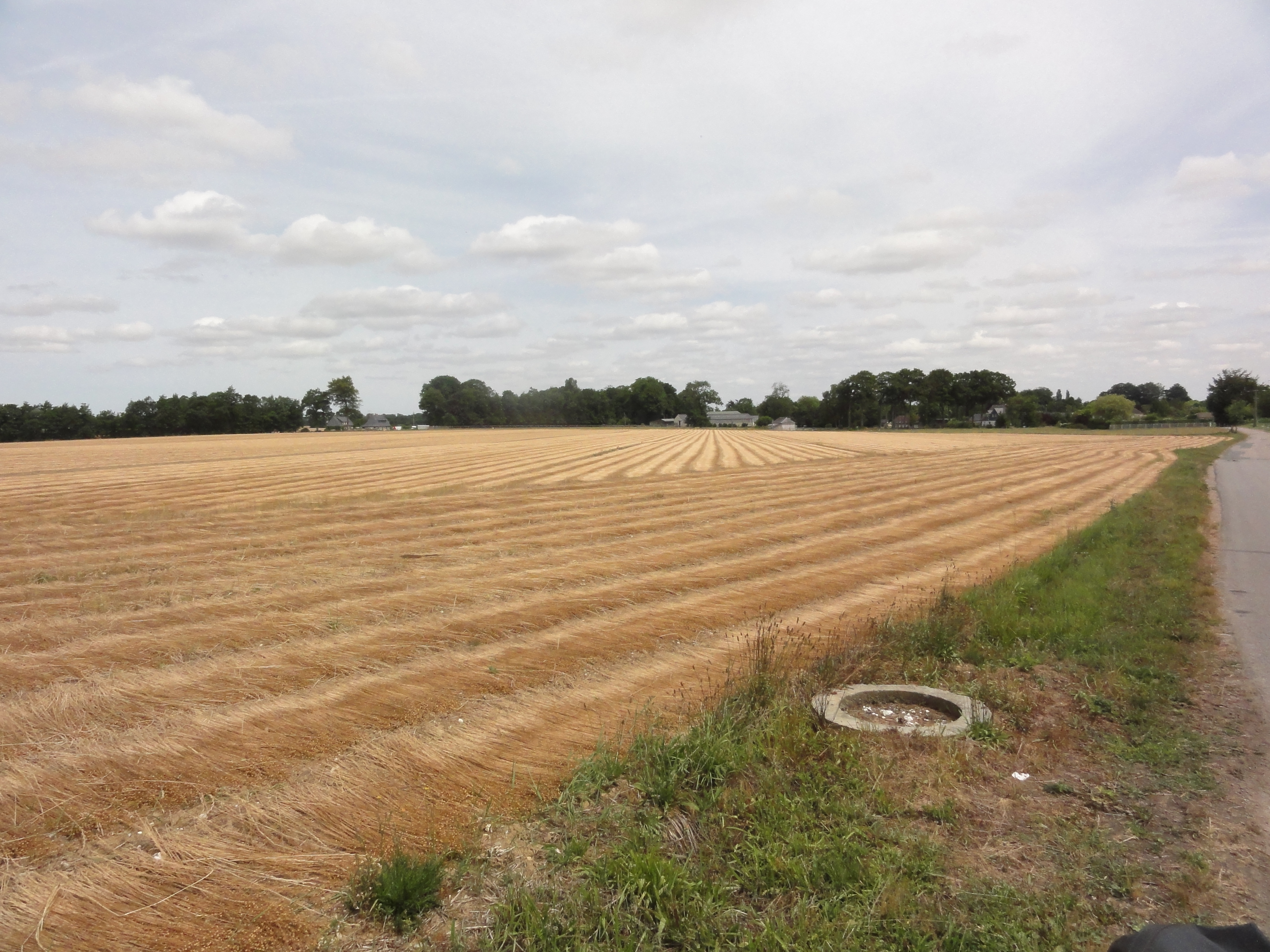
Paysage avec champ de lin.

## Toponymie
Le nom de la localité est attesté sous les formes Wivel villa vers 1050, Apud Wialvillam en 1195, Hualvilla vers 1240, Veauvilla supra Banna en 1337, Viauville en 1319, Veauville sur les Bans en 1419, Veauville sur les Baons le Conte en 1424 et 1425, Sainte Austreberthe de Veauville en 1713 , Veauville sur les Bancs en 1715, Veauville sur les Baons en 1757 (Cassini), Veauville les Baons en 1788.
Le déterminant complémentaire lès-Baons signifie « à côté de Baons ». En effet, l'ancien français lez / lès veut dire « à côté de » du latin lătus.

## Histoire
Fusion de communes
Après une réflexion menée à compter de 2016 en vue de la fusion de quatre communes, Veauville-les-Baons et d’Autretot Hautot-le-Vatois et Hautot-Saint-Sulpice, seules les deux premières ont décidé de s'unir au sein d'une commune nouvelle destinée à limiter l'impact de la baisse des dotations d’État, mutualiser les moyens, maintenir l'offre de services publics et développer leurs complémentarités : « Les conseillers [municipaux] ont souhaité partager entre deux communes très complémentaires les moyens qui sont à leur disposition car, dans certains domaines, des concessions réciproques seront nécessaires et ont été jugées beaucoup plus aisées à réaliser à deux », indiquent les maires des deux communes qui fusionnent. Leurs conseils municipaux réunis le même jour, le 29 novembre 2018, ont approuvé ce projet par 10 oui, 3 non et 1 nul à Veauville-les-Baons et 11 oui et 3 blancs à Autretot,.
La commune nouvelle est ainsi créée au 1er janvier 2019 par un arrêté préfectoral du 19 décembre 2018.

## Politique et administration

### Rattachements administratifs et électoraux
Veauville-les-Baons se trouve depuis 1926 dans l'arrondissement de Rouen du département de la Seine-Maritime. Pour l'élection des députés, elle fait partie depuis 1986 de la dixième circonscription de la Seine-Maritime.
Elle faisait partie depuis 1793  du canton d'Yvetot. Dans le cadre du redécoupage cantonal de 2014 en France, ce canton, dont Veauville-les-Baons a été membre jusqu'à la fusion de 2019, a été modifié, passant de 12 à 54 communes.

### Intercommunalité
Avant la fusion de 2019, Veauville-les-Baons était membre de la communauté de communes de la Région d'Yvetot créée fin 2001.

### Liste des maires
| Période                                  | Période       | Identité            | Étiquette | Qualité                                           |
| ---------------------------------------- | ------------- | ------------------- | --------- | ------------------------------------------------- |
| Les données manquantes sont à compléter. |               |                     |           |                                                   |
| avant 1981                               | ?             | Jean Comps          |           |                                                   |
| mars 2001                                | 2011          | Jean-Pierre Cornu   |           | Démissionnaire                                    |
| février 2011                             | décembre 2018 | Jean-Luc Schabowski |           | Vice-président de la CC Région d'Yvetot (2014 → ) |

### Liste des maires délégués
| Période      | Période                        | Identité            | Étiquette | Qualité |
| ------------ | ------------------------------ | ------------------- | --------- | ------- |
| janvier 2019 | En cours (au 1er janvier 2019) | Jean-Luc Schabowski |           |         |

## Équipements et services publics

### Enseignement

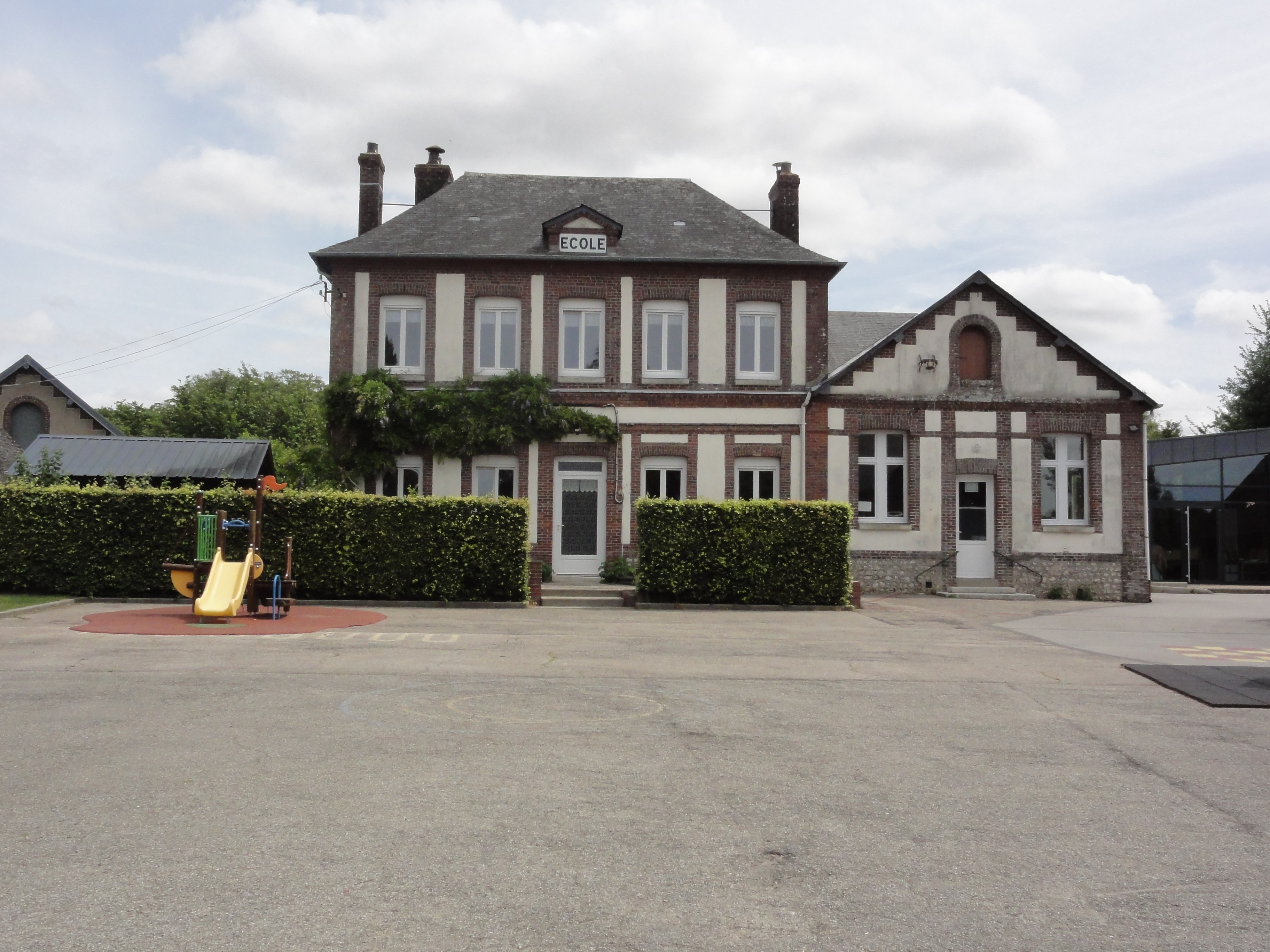
École de Veauville-lès-Baons

- École.

## Population et société

### Démographie
L'évolution du nombre d'habitants est connue à travers les recensements de la population effectués dans la commune depuis 1793. Pour les communes de moins de 10 000 habitants, une enquête de recensement portant sur toute la population est réalisée tous les cinq ans, les populations de référence des années intermédiaires étant quant à elles estimées par interpolation ou extrapolation. Pour la commune, le premier recensement exhaustif entrant dans le cadre du nouveau dispositif a été réalisé en 2006.

En 2016, la commune comptait 723 habitants, en évolution de +0,42 % par rapport à 2010 (Seine-Maritime : +0,35 %, France hors Mayotte : +2,11 %).
| 1793 | 1800 | 1806 | 1821 | 1831 | 1836 | 1841 | 1846 | 1851 |
| ---- | ---- | ---- | ---- | ---- | ---- | ---- | ---- | ---- |
| 760  | 856  | 836  | 863  | 907  | 848  | 820  | 838  | 865  |

| 1856 | 1861 | 1866 | 1872 | 1876 | 1881 | 1886 | 1891 | 1896 |
| ---- | ---- | ---- | ---- | ---- | ---- | ---- | ---- | ---- |
| 826  | 850  | 773  | 768  | 670  | 604  | 593  | 580  | 516  |

| 1901 | 1906 | 1911 | 1921 | 1926 | 1931 | 1936 | 1946 | 1954 |
| ---- | ---- | ---- | ---- | ---- | ---- | ---- | ---- | ---- |
| 487  | 495  | 450  | 410  | 393  | 380  | 413  | 433  | 403  |

| 1962 | 1968 | 1975 | 1982 | 1990 | 1999 | 2006 | 2011 | 2016 |
| ---- | ---- | ---- | ---- | ---- | ---- | ---- | ---- | ---- |
| 353  | 327  | 528  | 672  | 725  | 717  | 657  | 749  | 723  |

### Cultes
Le culte catholique est assuré par la paroisse Saint-Pierre d’Yvetot - Terre de Caux.

## Culture locale et patrimoine

### Lieux et monuments
- Église Sainte-Austreberthe, de 1850 reconstruite en style Néoroman sur les plans de Charles Robert sur un plan allongé à trois vaisseaux, chevet circulaire et  clocher-porche coiffé d'une flèche en pierre. Le clocher date de 1577[14],[15].
- Chapelle Saint-Gilles ou Saint-Leu, au lieu-dit Alvimbuc, du XIXe siècle, qui succède à un oratoire est cité dès 1473, probablement construit par les seigneurs de Houdetot. Elle est le lieu d'un pèlerinage, surtout le 1er septembre, jour de la saint Gilles et la saint Leu[16],[17].
- Manoir au lieu-dit  Houdetot, à l'emplacement du château-fort édifié par Richard de Houdetot après l'autorisation donnée par le roi de France en 1387 pour fortifier son manoir ; des vestiges du château fort étaient encore visibles en 1913. me colombier porte la date 1760 et l'étable date de la seconde moitié du XVIIIe siècle[18].
- Château du XVIIe et de la fin du XIXe siècle[19].
- Maisons et fermes des XVIIIe et XIXe siècles[20].
- Croix de cimetière.
- Croix de chemins, au lieu-dit la Croix Rouge réalisée en grès en 1874 par Bonet (père et fils)[21] et de la Croix blanche, de la fin du XVIe siècle[22].
- Statue de la Vierge.

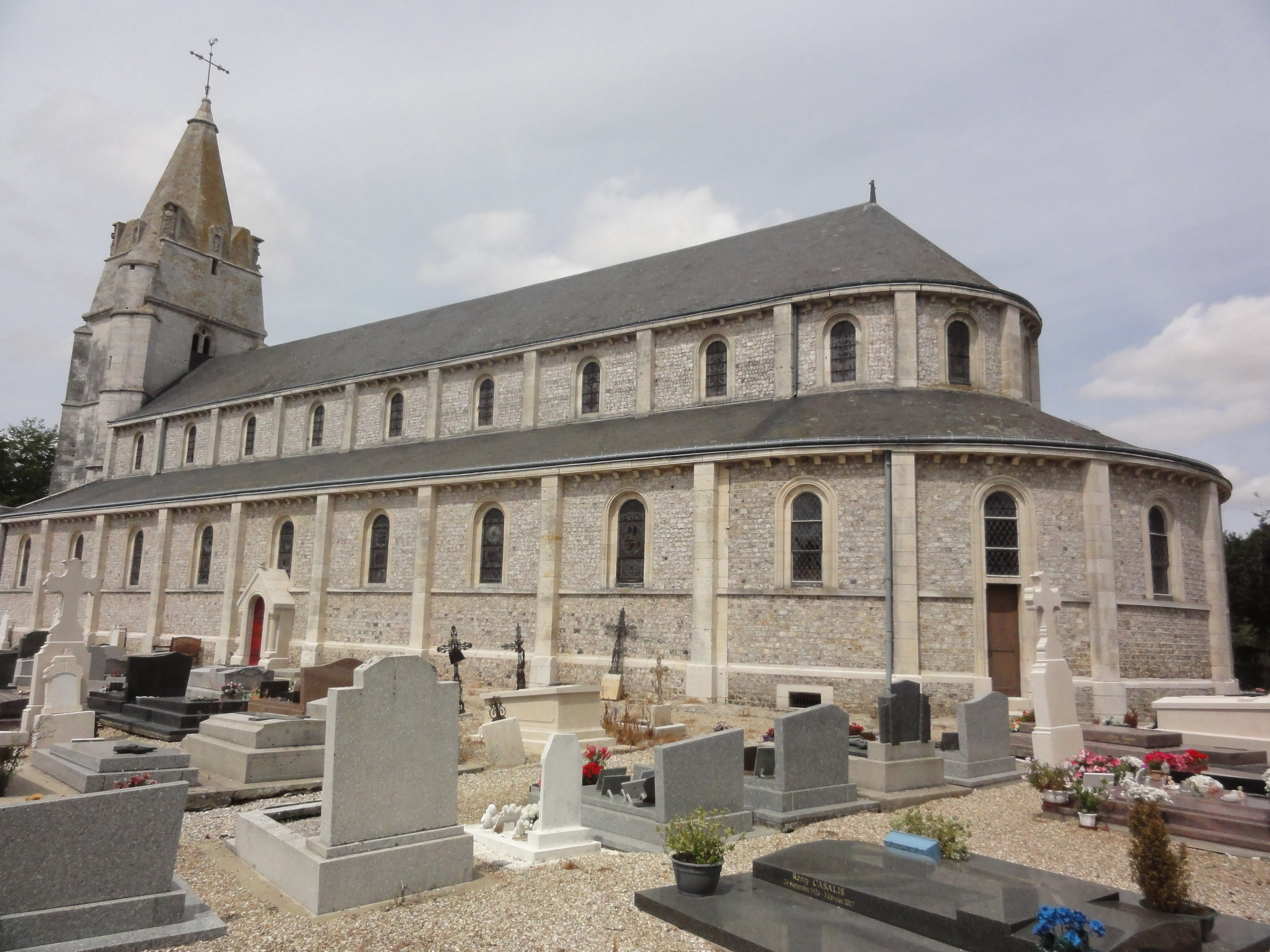
Église Sainte-Austreberthe.
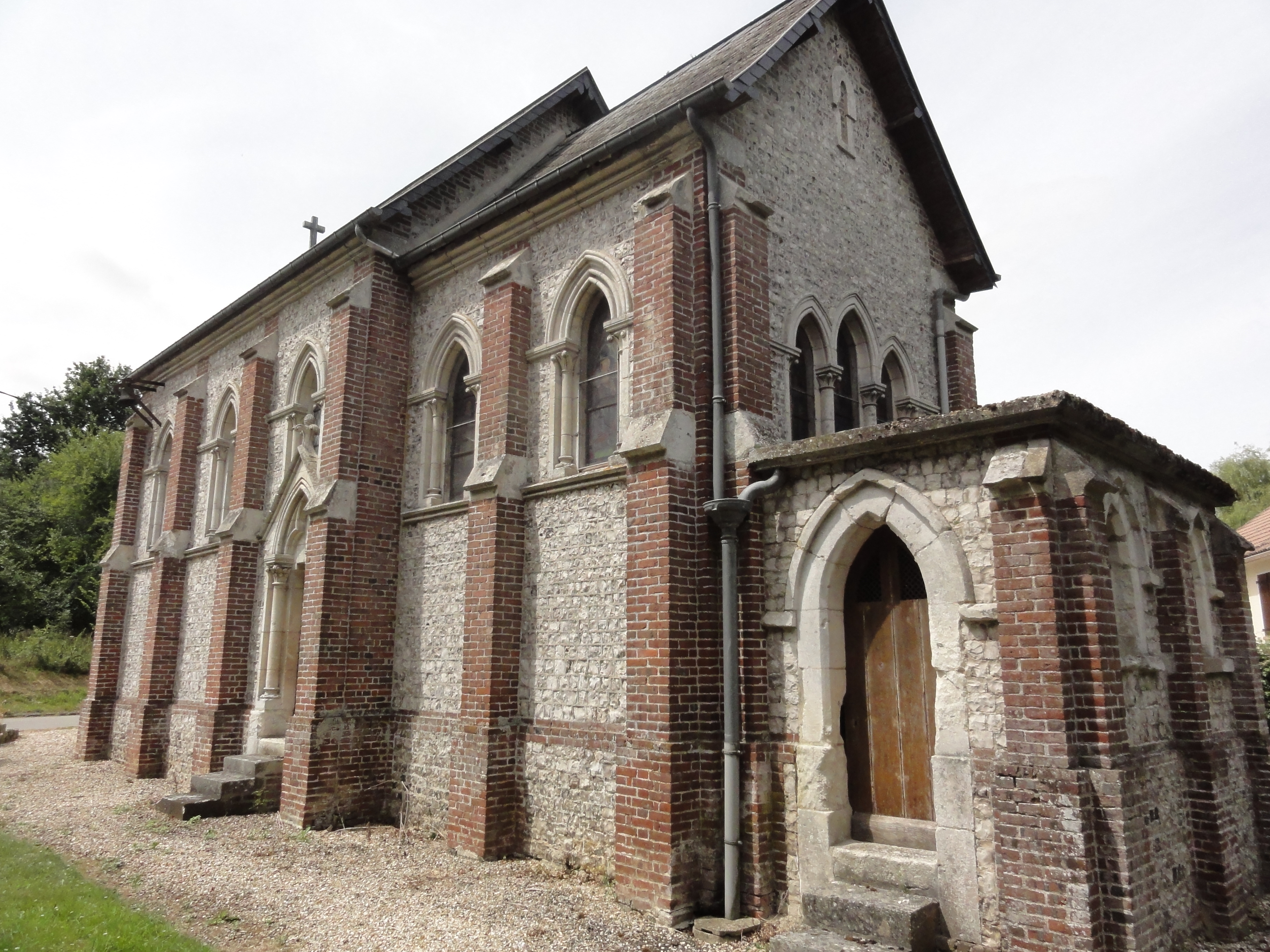
Chapelle Saint-Gilles d'Alvimbuc.
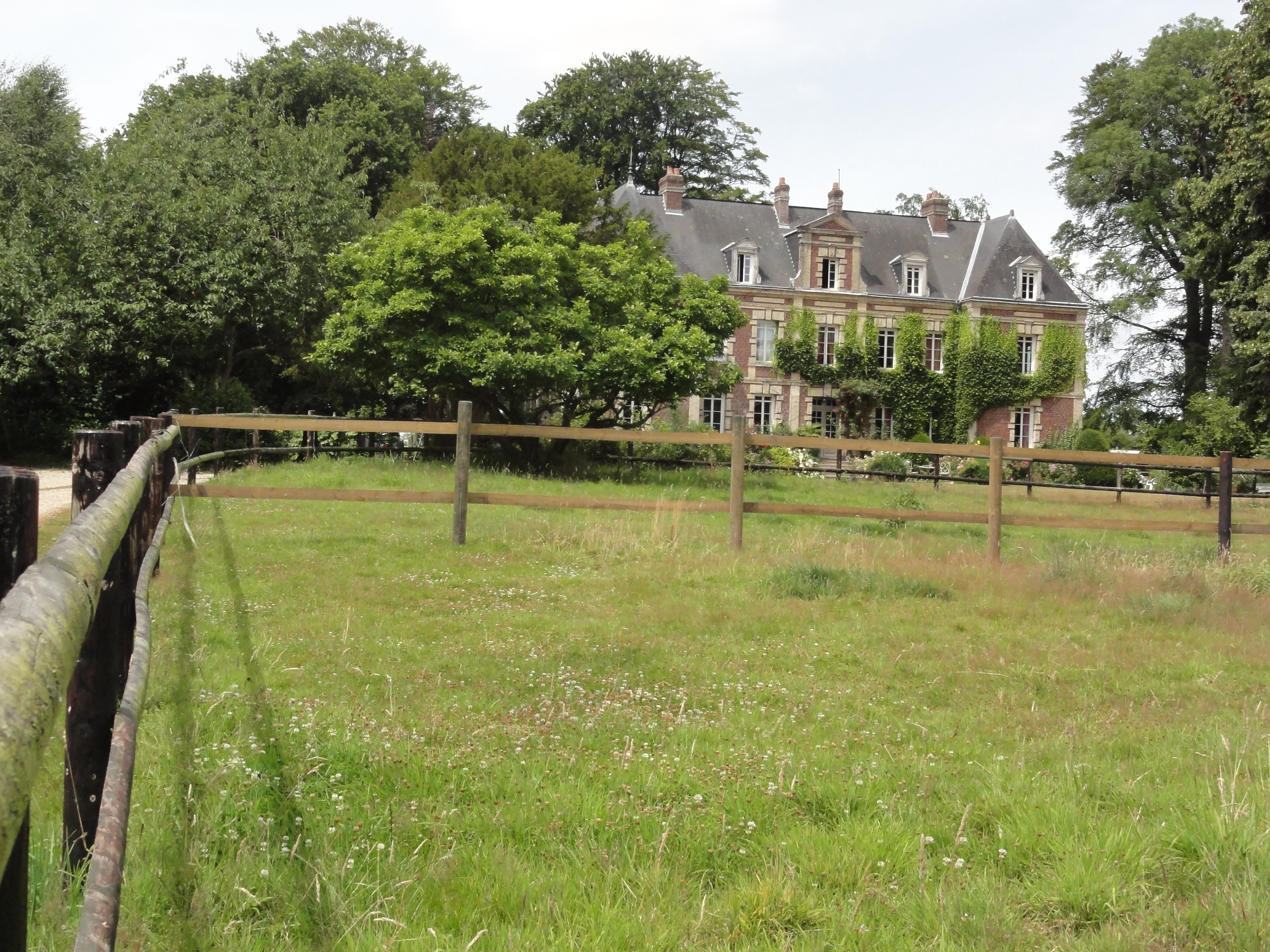
Château de Bel Event.
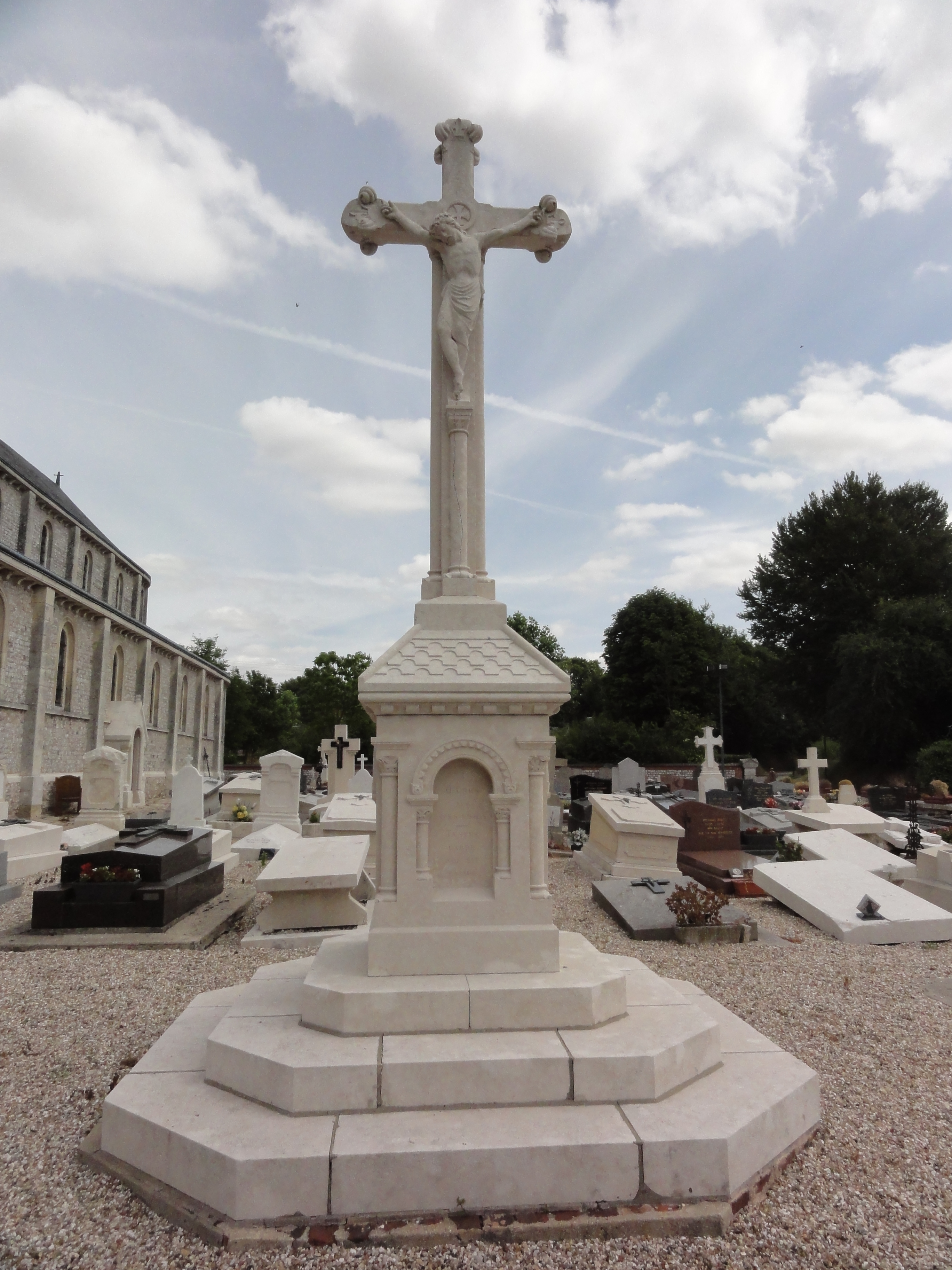
Croix de cimetière.
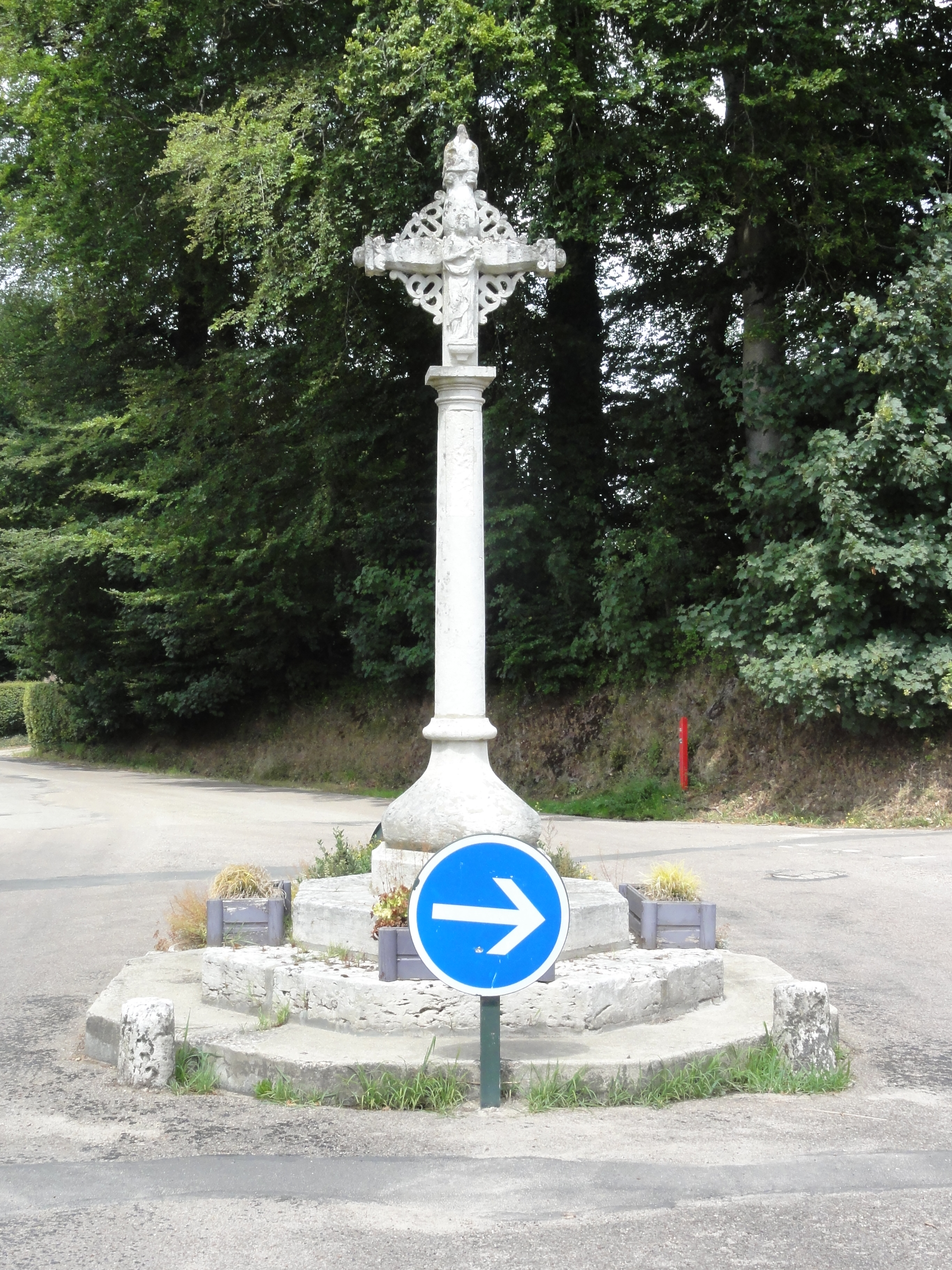
La croix blanche.
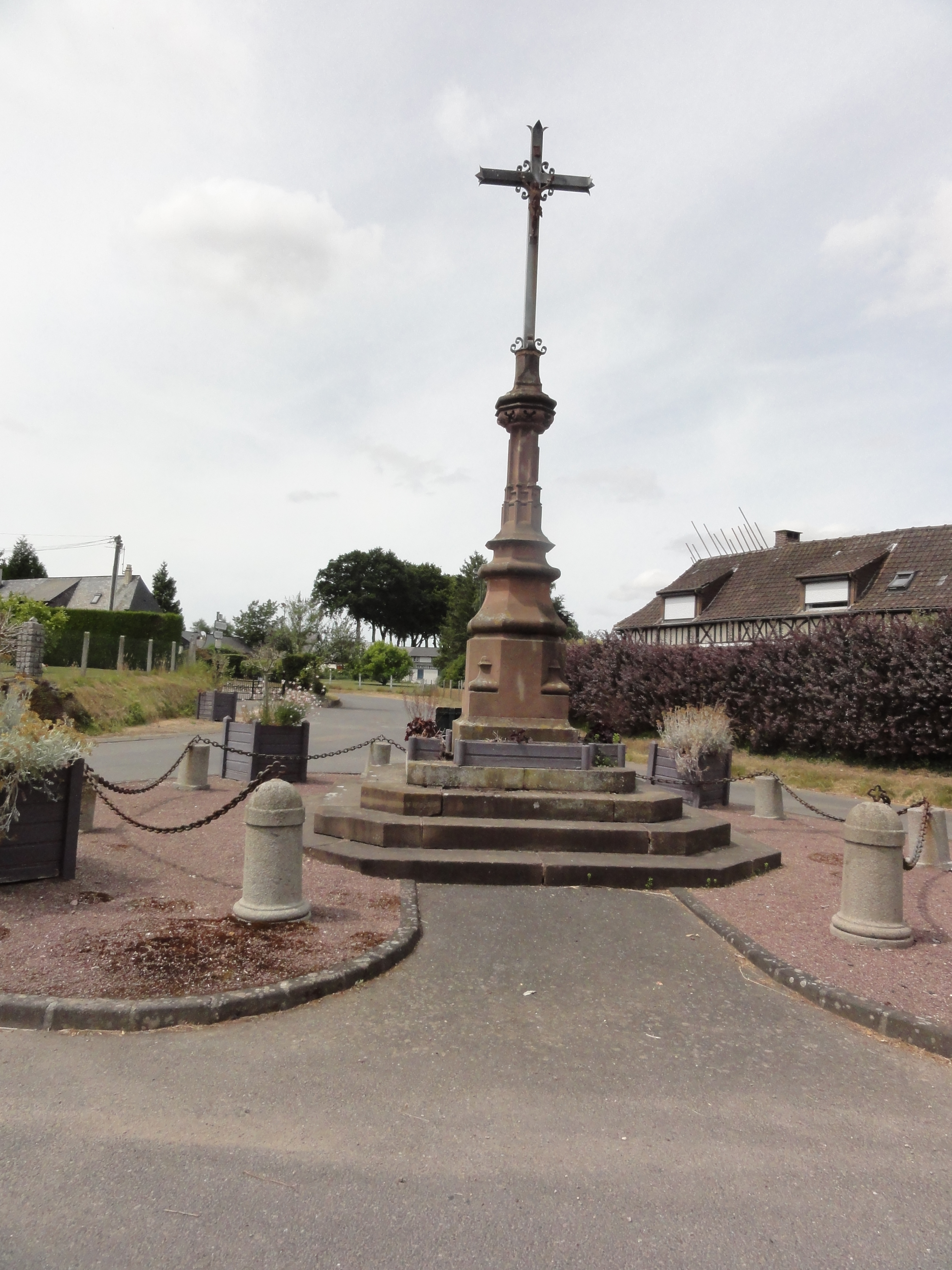
La croix rouge.
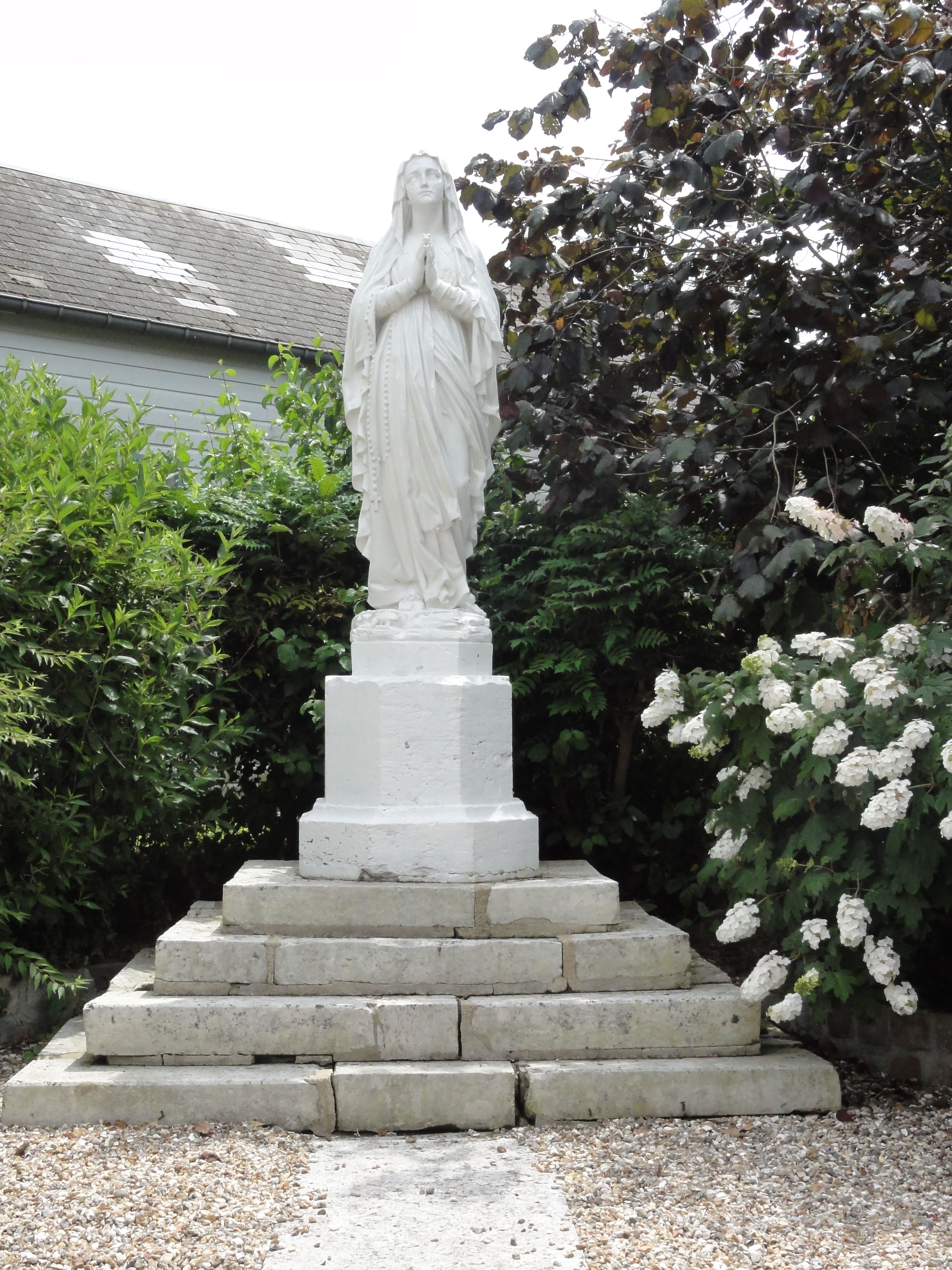
Statue de la Vierge.

### Mémoriaux de guerre
- Monument aux morts au cimetière.
- Tombes militaires françaises et tombes militaires de la Commonwealth War Graves Commission au cimetière.

### Personnalités liées à la commune
Claudine Loquen (1965-), peintre et illustratrice, a vécu puis séjourné à Veauville-lès-Baons, impasse de la Mare Pitan (de 1976 à 2007).